# Hayden Fitzwilliams
Hayden Fitzwilliams est un joueur de football trinidadien né le 31 janvier 1975. Hayden Fitzwilliams évolue actuellement à Toronto Croatia. Son poste de prédilection est attaquant. Il compte 2 sélections avec la sélection de Trinité-et-Tobago.